# Gustav Mayer (historik)
Gustav Mayer (4. října 1871, Prenzlau – 21. února 1948, Londýn) byl německý historik a novinář. Publikoval velké množství dokumentů charakterizujících Engelsův život a je autorem obšírné vědecké biografie Bedřicha Engelse. V sovětské Engelsově biografii se uvádí:
—  Předmluva sovětských vědců k ruskému překladu Mayerovy knihy Friedrich Engels. Eine Biographie. 

## Dílo
- Johann Baptist von Schweitzer und die Sozialdemokratie. Ein Beitrag zur Geschichte der deutschen Arbeiterbewegung. Gustav Fischer, Jena 1909 (Reprint Detlev Auvermann, Glashütten im Taunus 1970).
- Neue Beiträge zur Biographie von Karl Marx. In: Archiv für die Geschichte des Sozialismus und der Arbeiterbewegung. Band 10, (Leipzig) 1922-
- Friedrich Engels. Eine Biographie Band 1: Friedrich Engels in seiner Frühzeit. Band 2: Engels und der Aufstieg der Arbeiterbewegung in Europa. 2. Auflage. Martinus Nijhoff, Haag 1934/1934 (Erstausgabe 1920; 1933 eingestampft.[2]; Neuauflage: Herausgegeben und eingeleitet von Stephan Moebius, Springer, Wiesbaden 2022, ISBN 978-3-658-34280-7 und ISBN 978-3-658-34278-4.)